# Hans Millonig
Johann „Hans“ Millonig (* 11. Mai 1952 in Villach) ist ein ehemaliger österreichischer Skispringer.

## Werdegang
Millonig, der anfangs als alpiner Skirennläufer unterwegs war, begann in den 1960er-Jahren beim SV Achomitz, dem Skiverein in der gleichnamigen Ortschaft der Gemeinde Hohenthurn in der neu von Franz Wiegele aufgebauten Mannschaft mit dem Skispringen. 1969 wurde er bereits Österreichischer Jugendmeister in der Altersklasse Jugend II. Nachdem er mit dem späteren Olympiasieger Karl Schnabl gemeinsam trainierte, gehörte er beim Kongsberg Cup 1970 in St. Moritz erstmals zum österreichischen Kader. Gemeinsam mit seinen Mannschaftskollegen feierte er dabei seinen ersten Sieg auf internationaler Ebene. Bei der Vierschanzentournee 1970/71 gehörte er in Innsbruck und Bischofshofen zur nationalen Gruppe, blieb aber ohne nennenswerte Erfolge. 1972 gewann er von der Normalschanze im Alter von 19 Jahren seinen ersten nationalen Meistertitel. In der Saison 1972/73 wurde er bei der Drei-Länder-Tournee Dritter. Ein jahr später wurde er 49. bei der Vierschanzentournee 1973/74.
Ab Herbst 1974 trainierte Millonig gemeinsam mit seinen Mannschaftskollegen erstmals nach den neuen Trainingsmethoden von Baldur Preiml. Bei der folgenden Vierschanzentournee 1974/75 erzielte er mit dem dritten Platz beim Neujahrsspringen in Garmisch-Partenkirchen sein bestes Einzelresultat bei der Tournee. Am Ende reichte es für den 13. Platz in der Tournee-Gesamtwertung. Für die Olympischen Winterspiele 1976 verpasste Millonig aufgrund der hohen Leistungsdichte die Qualifikation knapp. Obwohl er ein Jahr später beim internationalen Springen von Štrbské Pleso siegte, fehlte er auch im Kader für die Nordischen Skiweltmeisterschaften 1978 in Lahti. In der Saison 1978/79 konnte der Kärntner seine Leistungen wieder deutlich steigern und erreichte bei der Vierschanzentournee 1978/79 den 25. Gesamtrang und wurde bei der Drei-Länder-Tournee Vierter. Zudem sicherte er sich Silber bei den Österreichischen Meisterschaften von der Normalschanze.
Ende 1979 wurde Millonig in den A-Nationalkader für den Weltcup aufgenommen und sprang das erste Springen am 27. Dezember 1979 im italienischen Cortina d’Ampezzo. Er beendete das Springen überraschend auf dem 6. Platz. Eine solch hohe Platzierung war ihm zuletzt 1975 gelungen. Zur Vierschanzentournee 1979/80 konnte er nicht überzeugen und landete meist nur im Mittelfeld auf den hinteren Punkterängen. Beim ersten Weltcup nach der Tournee im japanischen Sapporo konnte er jedoch mit Platz sieben wieder in die Top 10 springen. Dieses Ergebnis konnte er auch im kanadischen Thunder Bay wiederholen. Bei den Olympischen Winterspielen 1980 in Lake Placid sprang Millonig auf der Großschanze auf den 25. Platz.
Am 21. März 1980 konnte er in Planica sein erstes Springen gewinnen und stand auch am Folgetag auf der Großschanze als Dritter auf dem Podium. Drei Tage nach diesem Erfolg konnte er in Štrbské Pleso Platz zwei erreichen und stand so das letzte Mal in seiner Karriere auf dem Podium. Nachdem die Vierschanzentournee 1980/81 ebenso schlecht verlief wie die im Jahr zuvor, beendete er wenig später im Alter von 29 Jahren seine aktive Springerkarriere.
Insgesamt feierte Millonig drei internationale Siege, wurde 12-mal Zweiter und stand viermal auf dem dritten Platz. Insgesamt sprang er 45-mal unter die besten zehn.

## Erfolge

### Weltcupsiege im Einzel
| Nr. | Datum         | Ort     | Typ           |
| --- | ------------- | ------- | ------------- |
| 1.  | 21. März 1980 | Planica | Normalschanze |

## Statistik

### Weltcup-Platzierungen
| Saison  | Platz | Punkte |
| ------- | ----- | ------ |
| 1979/80 | 06.   | 108    |

### Vierschanzentournee-Platzierungen
| Saison  | Platz | Punkte |
| ------- | ----- | ------ |
| 1973/74 | 49.   | 750,2  |
| 1974/75 | 13.   | 810,8  |
| 1975/76 | 45.   | 701,7  |
| 1976/77 | 26.   | 772,4  |
| 1977/78 | 35.   | 598,5  |
| 1978/79 | 25.   | 676,2  |
| 1979/80 | 22.   | 826,6  |
| 1980/81 | 22.   | 791,6  |

### Sonstige Siege
Sieg im Mattenspringen in Bad Aussee am 25. August 1974

### Schanzenrekorde
| Ort       | Land       | Weite               | aufgestellt am | Rekord bis     |
| --------- | ---------- | ------------------- | -------------- | -------------- |
| Innsbruck | Österreich | 101,0 m (HS: 130 m) | 4. Jänner 1975 | 3. Jänner 1976 |

## Privates
Millonig heiratete bereits während seiner aktiven Zeit seine langjährige Partnerin Heidelinde. Millonig hat mit seiner Frau insgesamt vier Kinder. Er übernahm, nachdem er zuvor bei der Zollwache gearbeitet hatte, den elterlichen Bauernhof in Achomitz und baute diesen zu einem anerkannten Bio-Bauernhof um.